# 62.º Regimiento de Instrucción Aérea
El 62º Regimiento de Instrucción Aérea (62. Flieger-Ausbildungs-Regiment) unidad militar de la Luftwaffe de la Alemania nazi.

## Historia
Formada el 1 de abril de 1939 en Quedlinburg desde el 62.º Batallón de Reemplazo Aéreo con:
- Cuartel General
- Batallón de Instrucción desde el 62.º Batallón de Reemplazo Aéreo.
- Escuela Elemental de Vuelo (62.º Regimiento de Instrucción Aérea) desde la Escuela Mixta Experimental Superior Quedlinburg.

El II Batallón de Instrucción fue formado en 1940, mientras la Escuela/62.º Regimiento de Instrucción Aérea deja el regimimiento el 16 de octubre de 1941, y se convirtió en la 62° Escuela Mixta Experimental Superior. Trasladado a Baden bei Wien en (mayo de 1940), y a Blois en 1942. El 16 de agosto de 1942 es redesignado como el 62.º Regimiento Aéreo.

## Comandantes
- Coronel Heinz Funke – (1 de abril de 1939 – 1 de febrero de 1940).
- Coronel Joachim Sperling – (1 de febrero de 1940 – 31 de octubre de 1940).
- Coronel Ehrenfried Tschoeltsch – (1 de noviembre de 1940 – 14 de enero de 1941).
- Coronel Hermann Muggenthaler – (15 de enero de 1941 – 5 de octubre de 1942).

## Orden de Batalla
- 1939 – 1940: Stab, I. (1-5), 6., 7., Escuela.
- 1941 – 1942: Stab, I. (1-5), 7., II. (8-12).